# Josef Fahringer
Josef Fahringer (* 21. Dezember 1876 in Baden (Niederösterreich); † 18. Dezember 1950 in Wien) war ein österreichischer Zoologe.
Josef Fahringer studierte Naturwissenschaften an der Universität Wien und promovierte 1904 zum Dr. phil. Anschließend war er als Mittelschulprofessor und Direktor tätig. 1936 ging er als Hofrat in den Ruhestand. Er leistete Bedeutendes als Parasitenforscher und Entomologe. Er gilt als bester Kenner der Braconiden (Brackwespen), über die er ein Standardwerk verfasste.

## Werke
- Opuscula braconologica. 4 Bände, Wien (F.Wagner) 1925–1937